# Trường Thọ, An Lão (Hải Phòng)
Trường Thọ là một xã thuộc huyện An Lão, thành phố Hải Phòng, Việt Nam.
Xã Trường Thọ có diện tích 8,18 km², dân số năm 1999 là 8335 người, mật độ dân số đạt 1019 người/km².